# Fußballnationalmannschaft der DDR (U-16-Junioren)
Die U-16-Fußballnationalmannschaft der DDR war eine Auswahlmannschaft von Fußballspielern aus der DDR. Sie gehörte als ältere Jugendauswahl zum Deutschen Fußball-Verband und repräsentierte ihn international auf U-16-Ebene. Neben Freundschaftsspielen gegen die Auswahlmannschaften anderer nationaler Verbände trat die Auswahl bei U-16-Europameisterschaften und U-16-Weltmeisterschaften an.

## Geschichte
Die Mannschaft wurde 1989 in Dänemark Vizeeuropameister. Zudem erreichte sie 1988 die Bronzemedaille und zweimal den 4. Platz (1985 und 1986). 1982 war sie beim europäischen Championat in der Zwischenrunde an der DFB-U-16 gescheitert und 1984 in der Gruppenphase – wieder mit Spielen gegen die Bundesrepublik (0:5, 0:1) – ausgeschieden.
Bei der WM 1989 verlor sie unter anderem mit Frank Rost und René Rydlewicz im Viertelfinale gegen Gastgeber Schottland. Bei seinem letzten Turnierauftritt vor der Wiedervereinigung war für das Team mit dem späteren Vizeweltmeister Bernd Schneider bei der Heim-EM 1990 bereits in der Vorrunde Schluss.
In den 1980er-Jahren trainierten die Auswahl unter anderem Lothar Priebe (U-16-EM 1986), der spätere DFB-Nachwuchscoach Frank Engel (U-16-EM 1985 und 1988), der Ex-Nationalspieler Eberhard Vogel (U-16-EM und -WM 1989) und der frühere Oberligaspieler Horst Slaby (U-16-EM 1990).

## Teilnahme an U-16-Weltmeisterschaften
Da die DDR-U16 angesichts uneindeutiger Auswahlkriterien (Ungarn wurde vom Weltverband eingeladen) bei der Premiere dieses FIFA-Wettbewerbs 1985 fehlte und als Vierter der U-16-EM 1987 bei nur drei europäischen Startplätzen auch das Turnier 1987 in Kanada knapp verpasste, war die ostdeutsche Jugendauswahl vor der Auflösung des Landes nur einmal bei der Weltmeisterschaft dabei.
| 1985 | nicht qualifiziert |
| 1987 | nicht qualifiziert |
| 1989 | Viertelfinale      |

## Teilnahme an U-16-Europameisterschaften
Nach dem bei den beiden ersten Austragungen das Endrundenturnier vom DFV verpasst wurde, gehörte die ostdeutsche Auswahl von 1985 bis zum Ende der DDR 1990 zu den Stammgästen des kontinentalen Championats.
| 1982 | nicht qualifiziert |
| 1984 | nicht qualifiziert |
| 1985 | 4. Platz           |
| 1986 | 4. Platz           |
| 1987 | Vorrunde           |
| 1988 | Dritter            |
| 1989 | Zweiter            |
| 1990 | Vorrunde           |